# حمله سوریه به اردن
حملهٔ سوریه به اردن در ۱۸ سپتامبر ۱۹۷۰ در حمایت از سازمان آزادی‌بخش فلسطین در بحبوحه سپتامبر سیاه آغاز شد. سوریه پیش از آنکه به دلیل تلفات سنگین مجبور به عقب‌نشینی شود، یک تهاجم کوتاه مدت به سمت اربد در شمال اردن انجام داد. هدف فرضی سوریه کمک به فدائیان فلسطین برای سرنگونی دودمان هاشمی بود.

## پیشینه

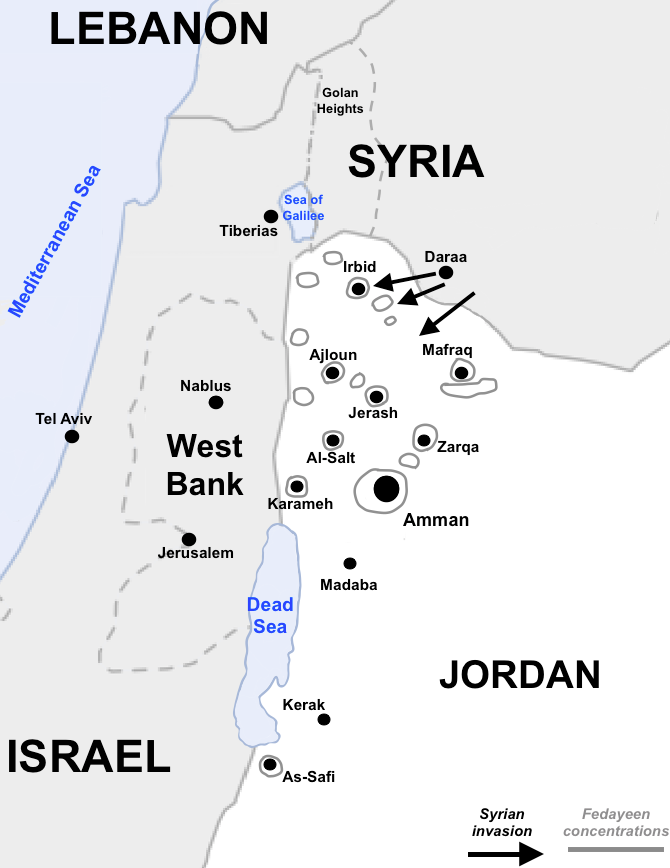
نقشه محل تهاجم فدائیان در اردن در سال ۱۹۷۰

در ۱۷ سپتامبر ۱۹۷۰، ارتش اردن چندین شهر را که حضور قابل توجهی از سازمان آزادیبخش فلسطین در آنها وجود داشت، محاصره کرد و شروع به هدف قرار دادن فداییان فلسطینی کرد و آنها را تهدیدی برای سلطنت هاشمی ملک حسین دانست. سوریه علناً ملک حسین را تهدید کرد و نورالدین الاتاسی، رئیس‌جمهور سوریه، اظهار داشت که سوریه «از هیچ خونی برای کمک به فلسطینیان دریغ نخواهد کرد». وزارت امور خارجه سوریه هشدار داد که «انقلاب سوریه نمی‌تواند در مورد قتل عام‌هایی که گروه‌های انقلابی فلسطین و توده‌های مردم اردن در معرض آن قرار دارند، ساکت یا بی‌تفاوت بماند.» تهاجم سوریه بیانگر موضع حزب حاکم سوسیالیست عرب بعث سوریه علیه «رژیم ارتجاعی» در اردن و تمایل آن برای سرنگونی آن بود. حزب بعث سوریه سیاست صلاح جدید، مرد قدرتمند، مبنی بر تلاش برای مداخله نظامی علیه اردن در ۱۷ سپتامبر ۱۹۷۰ را اتخاذ کرد.
ایالات متحده آمریکا، با نگاه به تهاجم سوریه از دریچه سیاست‌های جنگ سرد، آماده مداخله به نفع اردن و جلوگیری از حمایت شوروی از سوریه شد.

## تهاجم

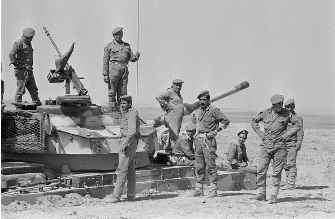
سربازان اردنی در حال محاصره یک تانک سنچوریون در اربد برای مقابله با حمله سوریه، ۱۷ سپتامبر ۱۹۷۰

در ۱۸ سپتامبر ۱۹۷۰، نیرویی از سوریه با نشان ارتش آزادی‌بخش فلسطین از مرز اردن عبور کرد و به اربد رسید و آن را شهری «آزاد شده» اعلام کرد. تیپ ۴۰ زرهی پس از نبردی سنگین موفق شد پیشروی سوریه را مسدود کند. حمله دوم و بسیار بزرگتر سوریه در همان روز انجام شد که شامل دو تیپ زرهی و یک تیپ پیاده‌نظام مکانیزه از لشکر ۵ پیاده‌نظام و حدود ۳۰۰ تانک بود.
در ۲۰ سپتامبر ۱۹۷۰، سوریه ۱۶۰۰۰ سرباز و بیش از ۱۷۰ تانک تی-۵۴/۵۵ و سایر خودروهای زرهی را برای حمله به اردن اعزام کرد، اما از اعزام نیروی هوایی خود خودداری کرد. نیروهای اردنی موفق شدند دو حمله زرهی سوریه را دفع کنند و خسارات سنگینی به یک تیپ زرهی سوریه وارد کنند. تانک‌های سوری از نزدیکی رمثا عبور کردند و ۵ مایل از آن عبور کردند و به آرامی به سمت اربد حرکت کردند.
تا صبح روز ۲۱ سپتامبر، سوریه با تقریباً ۳۰۰ تانک و ۶۰ لوله توپ در نزدیکی رمثا و اربد، که برخی از آنها قبلاً وارد اربد شده بودند، در میدان نبرد برتری داشت. نیروهای سوری بعداً دو چهارراه کلیدی را که به عنوان دروازه‌های ورودی به پایتخت اردن، امان، عمل می‌کردند، تصرف کردند.
با این حال، تا ۲۲ سپتامبر، نیروهای سوری در تلاش برای نفوذ به خطوط اردن در شمال کوه‌های عجلون، تا حد زیادی شکست خورده بودند. نیروهای سوری به دلیل حملات هوایی اردن، کمبودهای لجستیکی و خرابی‌های مکانیکی متحمل خسارات زیادی شدند. تا ظهر، تقریباً ۵۰ تانک از ۲۰۰ تانک سوری از کار افتادند. نیروهای سوری در شب ۲۲–۲۳ سپتامبر ۱۹۷۰ شروع به عقب‌نشینی از اردن کردند

## تلفات
در طول حمله، تانک‌های سوری خسارات سنگینی به ارتش اردن وارد کردند. در یک مورد، یک اسکادران از تانک‌های تی-۵۵ پیشروی یک ستون بزرگ اردنی را متوقف کرد، به طوری که ۱۹ تانک منهدم و تا ۱۰ تانک تی-۵۵ سوری در این نبرد از دست رفت. طبق اطلاعات موساد، اردن از ۲۰۰ تانک درگیر، ۷۵ تا ۹۰ تانک را از دست داد، که بیشتر آنها در اثر آتش تی-۵۵ سوری در الرمثا بود. در عوض، کل تلفات تانک‌های سوریه به ۶۲ تانک تی-۵۵ رسید که بیشتر آنها خرابی‌هایی بودند که در خاک دشمن باقی مانده بودند. سوریه ۳۵۰ سرباز (۱۵۰ کشته و زخمی، ۲۰۰ اسیر؛ برخی دیگر تخمین می‌زنند ۶۰۰ نفر) را از دست داد. تلفات اردن ۵۳۷ سرباز کشته و ۱۵۰۰ زخمی بود.